# Xã Harper, Quận Slope, Bắc Dakota
Xã Harper (tiếng Anh: Harper Township) là một xã thuộc quận Slope, tiểu bang Bắc Dakota, Hoa Kỳ. Năm 2010, dân số của xã này là 4 người.